# Бердянськ (монітор)
«Бердянськ» — монітор,  типу «Temes», у радянському флоті відносився до типу «Азов»; один з п'яти моніторів цього типу.

## Побудова
Корабель був закладений 1903 у на верфі Danubius Schenischen Hartmann AG в Будапешті (Австро-Угорщина) та спущено на воду 26 березня 1904 року.

## Служба

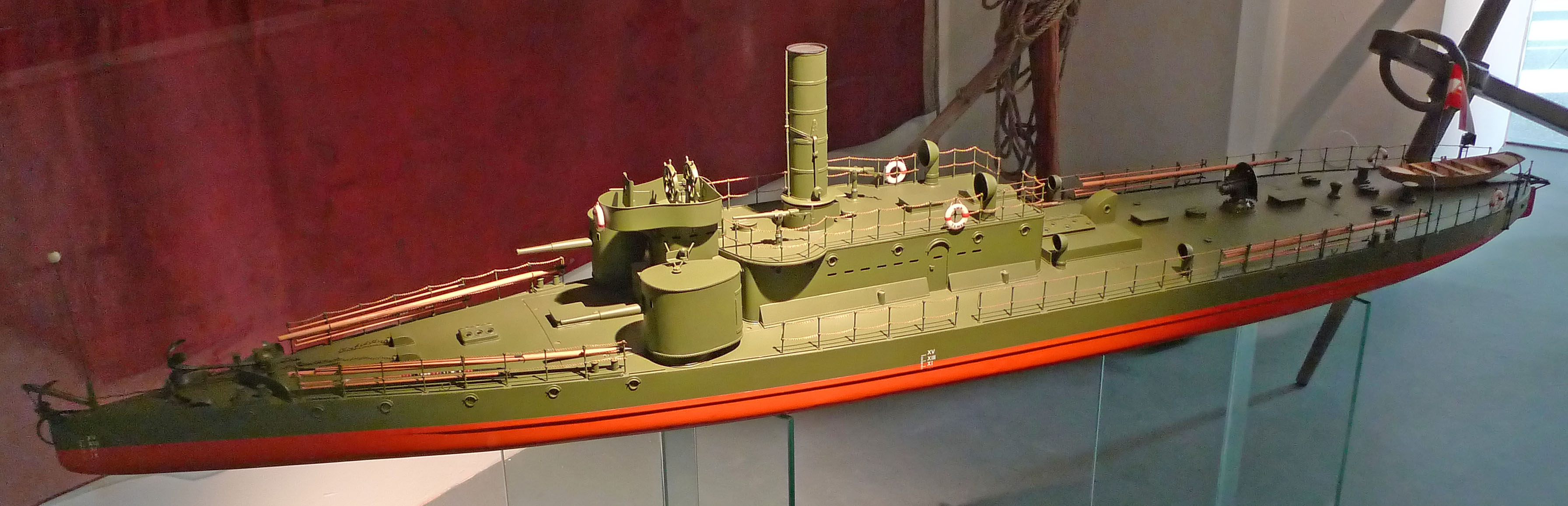
Модель «Temes» - майбутнього «Бердянська» у 1904 році

15 травня 1904 року монітор  увійшов до складу австро-угорського флоту під ім'ям «Temes». Під час бойових дій у ході Першої світової війни «Temes» підірвався на міні та затонув, але пізніше його підняли і повернули у стрій. 
31 грудня 1918 року монітор був інтернований Югославією і увійшов до складу її флоту під ім'ям «Drina». 15 квітня 1920 року монітор був переданий Румунії і увійшов до складу її флоту як «Ardeal». У 1922 році було проведено капітальний ремонт і модернізація корабля.

### Друга світова війна
Монітор брав участь у боях на Дунаї в червні 1941 року проти радянської Дунайської військової  флотилії.
«Ardeal», як і інші монітори, капітулював 26 серпня 1944 року. 1 вересня він прийшов Ізмаїл в якості супроводу штабного судна румунської дивізії річкових кораблів. На наступний день за невиконання умов капітуляції командир і начальник штабу румунської дивізії були заарештовані, а екіпаж монітора відправлений в концтабір. 10 листопада монітор був переданий в Дунайської військової флотилії, перейменований в «Бердянськ» і включений у 2-й дивізіон моніторів 2-й Сулінської бригади річкових кораблів.
Закінчення війни «Бердянськ» зустрів у Новому Саді.
У червні 1951 корабель було повернуто Румунії, де він отримав позначення М-207. Після реорганізації Дунайської флотилії Румунії у Річкову бригаду 1959, монітор було виведено зі складу флоту. 

## Технічні дані
- Водотоннажність, т:

повна — 650
- Головні розміри, м:

верхньої палуби — 1,65
палуби бака — 1,02
палуби юта — 0,44
ходового містка — 4,25

- Найбільша швидкість ходу — 10 вузлів (18.5 км/год)
- Дальність плавання

при швидкості 8 вузлів (14,8 км/год) — 500 миль (926 км)
при швидкості 5,4 вузла (10 км/год) — 1000 миль (1852 км)
- Бронювання, мм:

головний бортовий пояс — 70
верхня палуба — 45
бойова рубка — 75

## Екіпаж
- Офіцерів — 9
- Старшин — 35
- Рядових — 85

Всього — 129